# Torneo WTA de Kuala Lumpur 2017
El  BMW Malaysian Open 2017 fue un torneo de tenis femenino que se jugó en canchas duras al aire libre. Fue la 8ª edición del BMW Malaysian Open y es un torneo internacional en el WTA Tour 2017. El torneo se llevó a cabo del 27 de febrero al 5 de marzo en el Kuala Lumpur Golf & Country Club.

## Cabezas de serie

### Individuales femeninos
| Tenista          | Ranking | Preclasificada |
| Elina Svitolina  | 11      | 1              |
| Carla Suárez     | 18      | 2              |
| Caroline Garcia  | 31      | 3              |
| Yulia Putintseva | 40      | 4              |
| Peng Shuai       | 60      | 5              |
| Sorana Cîrstea   | 61      | 6              |
| Duan Yingying    | 65      | 7              |
| Wang Qiang       | 72      | 8              |

- Ranking del 20 de febrero de 2017

### Dobles femeninos
| Tenista                         | Ranking | Preclasificada |
| Liang Chen Zheng Saisai         | 92      | 1              |
| Shuko Aoyama Yang Zhaoxuan      | 103     | 2              |
| María Irigoyen Paula Kania      | 139     | 3              |
| Nicole Melichar Makoto Ninomiya | 148     | 4              |

## Campeonas

### Individuales femeninos
Ashleigh Barty venció a  Nao Hibino por 6-3, 6-2

### Dobles femenino
Ashleigh Barty /  Casey Dellacqua vencieron a  Nicole Melichar /  Makoto Ninomiya por 7-6(5), 6-3 